# A Happy Life (アルバム)
『A Happy Life』（ア・ハッピー・ライフ）は、岡崎律子のミニアルバム。1996年5月25日にトーラスレコードから発売された。

## 楽曲解説
- 1曲目「A Happy Life」は、アルバムのタイトルチューン。テレビ東京系『情報!ソースが決め手』のエンディングテーマとして後にシングルカットされた。2007年に放送されたテレビアニメ『がくえんゆーとぴあ まなびストレート!』のオープニングテーマとして林原めぐみがカバーしている。
- 4曲目「リグレット」は、同年4月にリリースされたシングル「リグレット-恋人なら-」の再録盤。アウトロに雨音が追加されている。林原めぐみが2018年に発売されたアルバム『Fifty〜Fifty』にてカバーした。
- 6曲目「4月の雪（Album Mix Version）」は、テレビアニメ『魔法のプリンセスミンキーモモ（新）』イメージソングの新録盤。オリジナル音源は次作「Ritzberry Fields」に収録。林原めぐみが2007年に発売されたアルバム『Plain』にてカバーした。

## 収録曲
| 全作詞・作曲: 岡崎律子。 |                                  |           |            |            |                   |      |
| #                        | タイトル                         | 作詞      | 作曲・編曲 | 編曲       | コーラスアレンジ  | 時間 |
| 1.                       | 「A Happy Life」                 | 岡崎律子  | 岡崎律子   | 長谷川智樹 |                   | 4:10 |
| 2.                       | 「BLUE POINT」                   | 岡崎律子  | 岡崎律子   | 長谷川智樹 |                   | 3:52 |
| 3.                       | 「ノンシャランで行こう」         | 岡崎律子  | 岡崎律子   | 長谷川智樹 |                   | 4:06 |
| 4.                       | 「リグレット」                   | 岡崎律子  | 岡崎律子   | 蓮沼健介   | 蓮沼健介 岡崎律子 | 5:44 |
| 5.                       | 「明日に向かって」               | 岡崎律子  | 岡崎律子   | 長谷川智樹 |                   | 6:07 |
| 6.                       | 「4月の雪（Album Mix Version）」 | 岡崎律子  | 岡崎律子   | 長谷川智樹 |                   | 6:16 |
| 合計時間:                | 合計時間:                        | 合計時間: | 合計時間:  | 30:15      |                   |      |